# Asbruch (Siebeneick)
Asbruch, Ende des 19. Jahrhunderts bis Mitte des 20. Jahrhunderts Neuenasbruch genannt, ist eine Hofschaft in der bergischen Großstadt Wuppertal.

## Lage und Beschreibung
Die Hofschaft liegt im Nordwesten der Stadt Elberfeld auf 197 m ü. NHN in dem Wuppertaler Wohnquartier Siebeneick des Stadtbezirks Uellendahl-Katernberg unmittelbar an der Stadtgrenze zu Velbert. Die Bahnstrecke Wuppertal-Vohwinkel–Essen-Überruhr führt unmittelbar an dem Ort vorbei. Im Ort befindet sich eine Gaststätte.
Benachbarte Wohnplätze und Ortschaften sind Herrnasbruch, Königshof, Rosenhügel, Auf der Schmitten, Jägersasbruch, Unterdillenberg und der Wohnplatz, der bis Mitte des 20. Jahrhunderts Asbruch genannt wurde.

## Geschichte
Ein Asbruch wurde erstmals 1355 in einem Verzeichnis der zur bergischen Herrschaft Hardenberg gehörenden Güter urkundlich erwähnt und gehörte im Spätmittelalter und der frühen Neuzeit zur Villikation des Oberhofs Neviges in der Bauerschaft Kleine Höhe. 1403 ist eine Zugehörigkeit zum Altar in Neviges beurkundet. Diese Erwähnungen beziehen sich aber nicht auf dieses Asbruch, sondern auf die größeren benachbarten Herrnasbruch oder Jägerasbruch, die auf älteren Kartenwerken wie der Topographia Ducatus Montani des Erich Philipp Ploennies aus dem Jahre 1715 beide als Asbruch eingezeichnet sind, während dieses Asbruch dort nicht verzeichnet ist.
Im 19. Jahrhundert gehörte Neuenasbruch zu den Außenortschaften der Bauerschaft Kleine Höhe der Bürgermeisterei Hardenberg, die 1935 in Neviges umbenannt wurde. Damit gehörte es von 1816 bis 1861 zum Kreis Elberfeld und ab 1861 zum alten Kreis Mettmann.
Die 1847 eröffnete Prinz-Wilhelm-Eisenbahn wurde von der Prinz-Wilhelm-Eisenbahn-Gesellschaft direkt am Ort vorbei trassiert. Der Ort ist bereits auf der Preußischen Uraufnahme von 1843, die die damals noch geplante Trassierung der Bahnstrecke zeigt, als Station eingezeichnet. Dieser Name weist auf einen Bahnhaltepunkt der Bahnstrecke im Ort hin, der bei Streckenmeile 3,3 zwischen den Haltepunkten Aprath und Kopfstation lag.
Ebenfalls am Ort vorbei führte die in den 1830er Jahren erbaute Kommunalchaussee zwischen Elberfeld und Neviges, die später zur Landesstraße 427 ausgebaut wurde. Die Straße querte bis 2003 mittels eines beschrankten Bahnübergangs die Bahntrasse. Mit dem Ausbau zur S-Bahnstrecke wurde eine neue Querspange für die Landesstraße gebaut und der Bahnübergang entfernt. Die alte Trasse der Landesstraße ist nun eine Sackgasse, die bei Neuenasbruch (heute Asbruch genannt) endet.
1888 lebten in Neuenasbruch vier Einwohner in einem Wohnhaus.
In der ersten Hälfte des 20. Jahrhunderts verlief auf Provinzialstraße / Landesstraße 427 eine Straßenbahnlinie an Neuenasbruch vorbei. Sie wurde am 3. August 1952 stillgelegt. Durch die nordrhein-westfälische Gebietsreform kam Neviges mit Beginn des Jahres 1975 zur Stadt Velbert und die östlichen Außenortschaften von Neviges um Neuenasbruch wurden in Wuppertal eingemeindet.
Auf Messtischblättern trägt der Ort bis Mitte des 20. Jahrhunderts den Namen Neuenasbruch, danach den Namen Asbruch.